# Off the Black - Gioco forzato
Off the Black - Gioco forzato (Off the Black) è un film del 2006 scritto e diretto da James Ponsoldt, con protagonisti Nick Nolte e Trevor Morgan.

## Trama
Dopo l'abbandono della madre, il giovane Dave a causa di molte incomprensioni vede logorarsi il rapporto con il padre. Una notte, Dave sfoga la sua rabbia compiendo atti vandalici nella casa dell'arbitro di baseball Ray Cook, solitario, irascibile e alcolizzato. Il ragazzo viene scoperto e successivamente rintracciato dall'uomo, che pretende la riparazione dei danni, ma in realtà il vero intento dell'uomo è di chiedergli di accompagnarlo a una rimpatriata con vecchi compagni spacciandolo per suo figlio.

## Distribuzione
Dopo la presentazione all'Orlando Film Festival avvenuta il 19 ottobre 2006, il film è uscito nelle sale statunitensi l'8 dicembre dello stesso anno, mentre in Italia è uscito direttamente in DVD.